# Aneilema brasiliense
Aneilema brasiliense är en himmelsblomsväxtart som beskrevs av Charles Baron Clarke. Aneilema brasiliense ingår i släktet Aneilema och familjen himmelsblomsväxter. Inga underarter finns listade.